# RCS de Schaerbeek
Royal Cercle Sportif de Schaerbeek (RCS de Schaerbeek) was een Belgische voetbalclub uit de Brusselse gemeente Schaarbeek. De club was aangesloten bij de KBVB met stamnummer 55.

## Geschiedenis
De club speelde in 1922/23 voor het eerst in de Tweede Klasse en werd twaalfde op veertien clubs. Het volgende seizoen werd de club elfde maar degradeerde wel. In 1926 werd een derde klasse opgericht als nationaal bevorderingsniveau. Schaerbeek trad daarin opnieuw aan op nationaal niveau. 
Na vier seizoenen werd Schaerbeek er in 1930 kampioen van zijn reeks. Boegbeelden van de ploeg waren Louis Vanden Abeele en Joseph Lanckmans die er meespeelde van 1922 tot 1939.Schaerbeek maakte zijn rentree in de Tweede Klasse in 1930/31 en deed het dit keer beter met een achtste plaats. Het volgende seizoen werd zelfs de vierde plaats bereikt. Daarna eindigde de club in de middenmoot tot men net voor de Tweede Wereldoorlog voorlaatste werd. Tijdens de onregelmatige oorlogsjaren bleef de club echter in de tweede klasse spelen, en werd in er 1943/44 zelfs vierde. In 1947 degradeerde de club opnieuw.
RCS zou er niet meer in slagen om nog terug te keren naar Tweede Klasse en bracht de volgende jaren in de Derde klasse door, meestal in de middenmoot met af en toe eens een uitschieter zoals een vierde plaats in 1957. In 1960 werd de club echter laatste en degradeerde naar de Vierde Klasse. In 1964 werd de club kampioen van de vierde klasse B en speelde opnieuw twee seizoenen in de derde klasse alvorens opnieuw te degraderen. RCS de Schaerbeek speelde nog twee jaar in Vierde Klasse, maar ook daar degradeerde de club in 1968, en zakte zo naar de provinciale reeksen.
Na het seizoen 1968/69 fusioneerde de club met Royal Crossing Club Molenbeek dat toen net tweede was geworden in de tweede klasse en promoveerde naar de hoogste klasse. De fusieclub nam de naam Royal Crossing Club de Schaerbeek aan en speelde verder met stamnummer 55 van CS Schaerbeek.De club speelde altijd in het Josaphatpark.

### Tabel
| Seizoen                                | Klasse | Klasse | Klasse | Klasse | Klasse | Klasse | Klasse | Klasse | Reeks                                     | Punten                                    | Opmerkingen                                                             |                                           |
|                                        | I      | II     | P.II   |        |        |        |        |        |                                           |                                           |                                                                         |                                           |
| -------------------------------------- | ------ | ------ | ------ | ------ | ------ | ------ | ------ | ------ | ----------------------------------------- | ----------------------------------------- | ----------------------------------------------------------------------- | ----------------------------------------- |
| Als Royal Cercle Sportif de Schaerbeek |        |        |        |        |        |        |        |        |                                           |                                           |                                                                         |                                           |
| 1912/13                                |        |        | 3      |        |        |        |        |        | 2e Prov. B Brab.                          | 45                                        |                                                                         |                                           |
| 1913/14                                |        |        | 5      |        |        |        |        |        | 2e Prov. B Brab.                          | 12                                        |                                                                         |                                           |
| 1919/20                                |        |        | 3      |        |        |        |        |        | 2e Prov. B Brab.                          | 24                                        |                                                                         |                                           |
| 1920/21                                |        |        | 3      |        |        |        |        |        | 2e Prov. B Brab.                          | 24                                        |                                                                         |                                           |
| 1921/22                                |        |        | 1      |        |        |        |        |        | 2e Prov. B Brab.                          | 17                                        | Dubbele promotie via eindronde                                          |                                           |
| 1922/23                                |        | 12     |        |        |        |        |        |        | Eerste Afdeling                           | 15                                        |                                                                         |                                           |
| 1923/24                                |        | 11     |        |        |        |        |        |        | Eerste Afdeling A                         | 21                                        |                                                                         |                                           |
| 1924/25                                |        |        | 1      |        |        |        |        |        | 2e Prov. B Brab.                          | 34                                        | Tweede in eindronde                                                     |                                           |
| 1925/26                                |        |        | 1      |        |        |        |        |        | 2e Prov. B Brab.                          | 29                                        |                                                                         |                                           |
|                                        | I      | II     | III    | P.II   | P.III  |        |        |        | Vanaf 1926/27 zijn er 3 nationale niveaus | Vanaf 1926/27 zijn er 3 nationale niveaus | Vanaf 1926/27 zijn er 3 nationale niveaus                               | Vanaf 1926/27 zijn er 3 nationale niveaus |
| 1926/27                                |        |        | 5      |        |        |        |        |        | Bevordering C                             | 32                                        |                                                                         |                                           |
| 1927/28                                |        |        | 4      |        |        |        |        |        | Bevordering B                             | 34                                        |                                                                         |                                           |
| 1928/29                                |        |        | 5      |        |        |        |        |        | Bevordering B                             | 32                                        |                                                                         |                                           |
| 1929/30                                |        |        | 1      |        |        |        |        |        | Bevordering A                             | 39                                        |                                                                         |                                           |
| 1930/31                                |        | 8      |        |        |        |        |        |        | Eerste Afdeling                           | 27                                        |                                                                         |                                           |
| 1931/32                                |        | 4      |        |        |        |        |        |        | Eerste Afdeling B                         | 30                                        |                                                                         |                                           |
| 1932/33                                |        | 10     |        |        |        |        |        |        | Eerste Afdeling A                         | 22                                        |                                                                         |                                           |
| 1933/34                                |        | 7      |        |        |        |        |        |        | Eerste Afdeling A                         | 26                                        |                                                                         |                                           |
| 1934/35                                |        | 8      |        |        |        |        |        |        | Eerste Afdeling B                         | 25                                        |                                                                         |                                           |
| 1935/36                                |        | 11     |        |        |        |        |        |        | Eerste Afdeling B                         | 21                                        |                                                                         |                                           |
| 1936/37                                |        | 9      |        |        |        |        |        |        | Eerste Afdeling A                         | 25                                        |                                                                         |                                           |
| 1937/38                                |        | 11     |        |        |        |        |        |        | Eerste Afdeling B                         | 21                                        |                                                                         |                                           |
| 1938/39                                |        | 13     |        |        |        |        |        |        | Eerste Afdeling B                         | 19                                        |                                                                         |                                           |
| 1939/40                                |        |        |        |        |        |        |        |        |                                           |                                           | Geen competitie door Wereldoorlog II                                    |                                           |
| 1940/41                                |        |        |        |        |        |        |        |        |                                           |                                           | Geen competitie door Wereldoorlog II                                    |                                           |
| 1941/42                                |        | 10     |        |        |        |        |        |        | Eerste Afdeling B                         | 20                                        | Door het wegvallen van Union Hutouse kon men in Eerste Afdeling blijven |                                           |
| 1942/43                                |        | 12     |        |        |        |        |        |        | Eerste Afdeling A                         | 25                                        |                                                                         |                                           |
| 1943/44                                |        | 4      |        |        |        |        |        |        | Eerste Afdeling A                         | 40                                        |                                                                         |                                           |
| 1944/45                                |        |        |        |        |        |        |        |        |                                           |                                           | Geen competitie door Wereldoorlog II                                    |                                           |
| 1945/46                                |        | 11     |        |        |        |        |        |        | Eerste Afdeling A                         | 28                                        |                                                                         |                                           |
| 1946/47                                |        | 15     |        |        |        |        |        |        | Eerste Afdeling A                         | 20                                        |                                                                         |                                           |
| 1947/48                                |        |        | 3      |        |        |        |        |        | Bevordering B                             | 45                                        |                                                                         |                                           |
| 1948/49                                |        |        | 4      |        |        |        |        |        | Bevordering A                             | 37                                        |                                                                         |                                           |
| 1949/50                                |        |        | 4      |        |        |        |        |        | Bevordering C                             | 37                                        |                                                                         |                                           |
| 1950/51                                |        |        | 3      |        |        |        |        |        | Bevordering A                             | 33                                        |                                                                         |                                           |
| 1951/52                                |        |        | 2      |        |        |        |        |        | Bevordering B                             | 41                                        |                                                                         |                                           |
|                                        | I      | II     | III    | IV     | P.I    | P.II   | P.III  | P.IV   | Vanaf 1952/53 zijn er 4 nationale niveaus | Vanaf 1952/53 zijn er 4 nationale niveaus | Vanaf 1952/53 zijn er 4 nationale niveaus                               |                                           |
| 1952/53                                |        |        | 10     |        |        |        |        |        | Derde Klasse B                            | 29                                        |                                                                         |                                           |
| 1953/54                                |        |        | 7      |        |        |        |        |        | Derde Klasse B                            | 29                                        |                                                                         |                                           |
| 1954/55                                |        |        | 8      |        |        |        |        |        | Derde Klasse B                            | 32                                        |                                                                         |                                           |
| 1955/56                                |        |        | 14     |        |        |        |        |        | Derde Klasse B                            | 25                                        |                                                                         |                                           |
| 1956/57                                |        |        | 4      |        |        |        |        |        | Derde Klasse B                            | 36                                        |                                                                         |                                           |
| 1957/58                                |        |        | 12     |        |        |        |        |        | Derde Klasse B                            | 27                                        |                                                                         |                                           |
| 1958/59                                |        |        | 10     |        |        |        |        |        | Derde Klasse B                            | 27                                        |                                                                         |                                           |
| 1959/60                                |        |        | 16     |        |        |        |        |        | Derde Klasse A                            | 12                                        |                                                                         |                                           |
| 1960/61                                |        |        |        | 6      |        |        |        |        | Vierde Klasse A                           | 32                                        |                                                                         |                                           |
| 1961/62                                |        |        |        | 13     |        |        |        |        | Vierde Klasse D                           | 25                                        |                                                                         |                                           |
| 1962/63                                |        |        |        | 13     |        |        |        |        | Vierde Klasse B                           | 23                                        |                                                                         |                                           |
| 1963/64                                |        |        |        | 1      |        |        |        |        | Vierde Klasse B                           | 41                                        |                                                                         |                                           |
| 1964/65                                |        |        | 10     |        |        |        |        |        | Derde Klasse B                            | 28                                        |                                                                         |                                           |
| 1965/66                                |        |        | 15     |        |        |        |        |        | Derde Klasse B                            | 17                                        |                                                                         |                                           |
| 1966/67                                |        |        |        | 13     |        |        |        |        | Vierde Klasse B                           | 25                                        |                                                                         |                                           |
| 1967/68                                |        |        |        | 15     |        |        |        |        | Vierde Klasse C                           | 20                                        |                                                                         |                                           |
| 1968/69                                |        |        |        |        | 11     |        |        |        | 1e Prov. Brab.                            | 28                                        |                                                                         |                                           |